# Cryphaea brevipila
Cryphaea brevipila là một loài rêu trong họ Cryphaeaceae. Loài này được Mitt. mô tả khoa học đầu tiên năm 1869.